# 荀申
荀申（?—?），中国春秋時期晋国政治人物，荀氏、智氏（知氏）第六代家主，又称知申、智申，当时晋国的中军将荀跞之子。公元前493年，荀跞去世后，荀申继承知氏之位，为下军佐，与赵鞅一起执政。
知宣子喜欢儿子知瑶，認為另一個兒子知宵面相兇狠而不如知瑤，打算立知瑤為繼承人，知氏族人知果勸諫宣子應立知宵為繼承人，並說知宵雖然面相兇狠但不會傷害他人；相反知瑤雖有著儀態不凡、善於騎射、才藝出眾、能寫善辯，以及堅毅果決的五大優勢，但卻並不仁厚而且內心兇狠。若知瑤繼位後恃著本領欺壓他人，以殘酷不仁的思想行事，最終必定因為與人不睦而導致知氏家族的滅亡。知宣子不聽從他的意見而堅持立知瑤為儲。智果為保存自己，帶領自己一脈族人從知氏中分出，另立宗庙輔氏，表示脱离智氏。後知氏在晉陽之戰后被滅門，輔氏得以倖免。
荀申去世後，谥号知宣子、智宣子。

## 家庭
- 荀躒（父親）
- 荀宵（兒子，即智宵）
- 荀瑤（兒子，即智瑤，繼任智氏家主）
- 智果（智氏族人，另立宗庙輔氏）
- 知徐吾（智氏族人，被魏獻子提拔為塗水大夫）